# Cherry Pimps
Cherry Pimps — американская порнографическая киностудия и вебкам-компания, предоставляющая платный доступ к трансляциям сцен в прямом эфире (live shows).

## История
Сайт CherryPimps.com был открыт BLT Innovations в конце апреля 2005 года, а студия начала работу в октябре 2006 года. Cherry Pimps занимается производством фильмов со сценами женской мастурбации, лесбийского и традиционного секса.
В январе 2016 года студия выиграла премию XBIZ Award в категории «Партнёрская программа года — платный сайт». Через год выигрывает вторую премию XBIZ в категории «Платная партнёрская программа года».

## Дочерние сайты
В настоящее время студия управляет тремя сайтами: WildOnCam.com, CherrySpot.com и BritneyAmber.com. Также Cherry Pimps открыла несколько официальных сайтов порноактрис, в том числе Даны Весполи, Бритни Эмбер, Диллион Харпер и других. В настоящее время поддержкой и управлением более чем 20 сайтов, в том числе сети Cherry Pimps Network, занимается Traffic Pimps, которая была основана в 2017 году.

## Награды и номинации
| Год  | Награда          | Результат | Категория                                            |
| ---- | ---------------- | --------- | ---------------------------------------------------- |
| 2007 | XBIZ Award       | Номинация | Многообещающая веб-компания                          |
| 2008 | XBIZ Award       | Номинация | Развивающаяся партнёрская программа года             |
| 2014 | AVN Award        | Номинация | Лучшее новое направление                             |
| 2016 | RISE Award       | Номинация | Сеть года                                            |
| 2016 | XBIZ Award       | Победа    | Партнёрская программа года — платный сайт            |
| 2016 | XBIZ Award       | Номинация | Порносайт года — видео                               |
| 2017 | AVN Award        | Номинация | Лучшая партнёрская программа                         |
| 2017 | XBIZ Award       | Номинация | Маркетинговая кампания года                          |
| 2017 | XBIZ Award       | Победа    | Платная партнёрская программа года                   |
| 2017 | XBIZ Award       | Номинация | Порносайт года — видео                               |
| 2018 | NightMoves Award | Номинация | Вебкам-компания года                                 |
| 2019 | XBIZ Award       | Номинация | Платный сайт года                                    |
| 2020 | XBIZ Award       | Номинация | Маркетинговая кампания года (за Cherry of the Month) |
| 2020 | XBIZ Award       | Номинация | Платный сайт года                                    |
| 2021 | Fleshbot Award   | Номинация | Лучший платный гетеросексуальный сайт                |
| 2021 | XBIZ Award       | Номинация | Платный сайт года                                    |
| 2022 | XBIZ Award       | Номинация | Платный сайт года                                    |
| 2023 | XBIZ Award       | Номинация | Платный сайт года                                    |

## Вишенки Cherry Pimps
Начиная с января 2017 года студия отбирает «Вишенок месяца» (англ. Cherry of the Month, COTM). В конце каждого года путём голосования пользователями сайта выбирается «Вишенка года» (Cherry of the Year, COTY).

### Вишенки месяца
| Год  | Январь          | Февраль     | Март         | Апрель          | Май           | Июнь            | Июль          | Август           | Сентябрь     | Октябрь         | Ноябрь        | Декабрь        |
| ---- | --------------- | ----------- | ------------ | --------------- | ------------- | --------------- | ------------- | ---------------- | ------------ | --------------- | ------------- | -------------- |
| 2017 | Дженна Сатива   | Карли Грей  | Миа Малкова  | Ариана Мари     | Ума Джоли     | Джина Валентина | Лана Роудс    | Софи Райан       | Аидра Фокс   | Дарси Дольче    | Хани Голд     | Мелисса Мур    |
| 2018 | Шайла Дженнингс | Зои Монро   | Кенна Джеймс | Алексис Адамс   | Элла Хьюз     | Эльза Джин      | Алина Лопес   | Шарлотта Стокли  | Наташа Найс  | Изабель Дельтор | Эмма Хикс     | Ана Фокс       |
| 2019 | Эмили Уиллис    | Эмбер Сноу  | Джианна Диор | Лэйси Леннон    | Карма Рекс    | Скарлетт Мэй    | Джилл Кэссиди | Уитни Райт       | Киара Коул   | Пейдж Оуэнс     | Кира Нуар     | Анджела Уайт   |
| 2020 | Элиза Ибарра    | Вина Скай   | Афина Фэрис  | Наоми Суонн     | —             | —               | —             | Сесилия Лайон    | Джуэлз Блу   | Джесси Сэйнт    | Ванна Бардо   | Хлоя Капри     |
| 2021 | Адрия Рэй       | Кайли Рокет | Лили Ларимар | Скарлит Скандал | Шарлотта Синс | Жизель Бланко   | Алексис Тэй   | Анна Клэр Клаудс | Эйприл Олсен | Алексия Андерс  | Кейли Ганнер  | Спенсер Брэдли |
| 2022 | Джоанна Энджел  | Лилли Белл  | Лайна Мари   | Саванна Бонд    | Кензи Энн     | Лиз Джордан     | Хейзел Грейс  | Эйвери Блэк      | Скай Блу     | Шанталь Даниэль | Блейк Блоссом | Мэдди Мэй      |

### Вишенки года
| Год  | Модель           |
| ---- | ---------------- |
| 2018 | Ариана Мари      |
| 2019 | Эльза Джин       |
| 2020 | Джилл Кэссиди    |
| 2021 | Сесилия Лайон    |
| 2022 | Анна Клэр Клаудс |
| 2023 | Лилли Белл       |